# Les Bodin's en Thaïlande
Série
Amélie au pays des Bodin's (2010)  Les Bodin’s partent en vrille (2025) 
Pour plus de détails, voir Fiche technique et Distribution.
Les Bodin's en Thaïlande est une comédie française réalisée par Frédéric Forestier et sorti en 2021. Il s'agit du troisième long métrage du duo d'humoristes de Vincent Dubois et Jean-Christian Fraiscinet, Les Bodin's, qui les emmène « au Pays du sourire », en Thaïlande.

## Synopsis
Christian, 50 ans, fils de Maria Bodin, une vieille fermière, tente d'en finir avec la vie. Il se pend, mais la corde étant trop longue, son suicide est un échec. Sa mère, après l'avoir retrouvé au sol, le conduit à l'hôpital, où il est placé sous sédatifs. Elle se rend alors chez un psychologue, qui lui conseille de sortir Christian de son quotidien. Ainsi, Maria, pour lui changer les idées, l'emmène en vacances en Thaïlande. Arrivés sur place, après que la douane leur a confisqué leurs charcuteries, conserves et vins rangés dans leurs valises, la mère et le fils vont vivre diverses aventures, rencontrant notamment des gangsters et des « ladyboys »,,.

## Fiche technique
- Titre original : Les Bodin's en Thaïlande
- Titre anglais : The Bodin's in the Land of Smile
- Réalisation : Frédéric Forestier
- Scénario : Frédéric Forestier, Vincent Dubois et Jean-Christian Fraiscinet
- Musique : Oliver Dax, Dominique Gauriaud, Gan Guo et Charles Olins
- Décors :
- Costumes : Sandrine Bernard
- Photographie : Stéphane Le Parc
- Montage : Sandro Lavezzi
- Production : Claude Cyndecki
  - Producteur délégué : Emmanuel Montamat
- Sociétés de production : Cheyenne Productions
- Société de distribution : SND
- Pays de production :  France
- Langue originale : français
- Format : couleur — 2,35:1
- Genre : Comédie
- Durée : 100 minutes
- Dates de sortie :
  - France : 17 novembre 2021

## Distribution
- Vincent Dubois : Maria Bodin
- Jean-Christian Fraiscinet : Christian Bodin
- Bella Boonsang : Malee
- Nicolas Marié : le psy
- Fanny Dubois : Maria jeune
- Alexandre Rokhamm : Christian enfant
- Lucas Fraiscinet : Thierry enfant
- Camille Dubois : hôtesse de l'air

## Accueil
Dix jours après sa sortie le film rassemble 860 000 spectateurs. Il est en tête du box-office lors de sa première semaine d'exploitation.
Le film enregistre 1,7 million d'entrées et se classe à la 15e place du box-office en France en 2021,,.
Le film a eu un grand succès en dehors de Paris, mais est passé inaperçu dans la capitale. Sur les 488 copies du films, seules deux sont diffusées à Paris. Seules 2,5 % des entrées ont lieu en Île-de-France,. Un article du Monde indique qu'en général un film fait une entrée en salle à Paris pour trois entrées en Province, mais qu'avec ce film le ratio a été de un pour 50.
Guillaume Fraissard, chef du service Culture au Monde estime que Les Bodin's en Thaïlande « ravive un grand classique des antagonismes français : l’opposition Paris-province ». Guillaume Fraissard note que cette situation pourrait être analysée de façon grossière en y voyant une opposition entre les « « vraies » gens » et les « élites coupées des réalités et snobant le divertissement populaire ». Guillaume Fraissard donne la parole à l'économiste Jean Latreille, auteur d'un ouvrage sur le cinéma populaire et qui selon lui propose une analyse mesurée du débat concernant le « phénomène » que constitue le succès en province du film des Bodin's. Jean Latreille déclare : « Les Bodin’s, par leur propre exemple, permettent à leur public de revendiquer la fierté d’être du côté de ceux qui ne s’adapteront jamais ni à la technologie moderne, ni aux valeurs politiquement correctes, ni à la mode, ni à la différence de rythmes qui sépare radicalement la France des terroirs et celle des grandes villes. Dans cette opposition assumée, les petits ressortent plus forts que ceux qui aspiraient “à conquérir Paris”. »

## Suite
Interrogés par Allociné en novembre 2021, les deux comédiens ont répondu sans équivoque.
"On en a envie !", s'est exclamé Vincent Dubois. "On espère évidemment continuer. Mais on ne lâchera jamais le théâtre. On aimerait bien alterner entre les deux, c'est d'ailleurs ce qu'on fait déjà", a ajouté Jean-Christian Fraiscinet.
"On a plusieurs thèmes différents en tête comme les emmener dans un nouveau pays. Mais il faut trouver une bonne raison pour qu'ils se rendent dans ce pays. On aimerait aussi traiter d'autres thématiques qui nous sont chères concernant le milieu rural. On hésite encore. En tout cas, on a plusieurs possibilités, c'est pas les idées qui manquent", a-t-il conclu.
En janvier 2023, le duo a donné des nouvelles du projet "On prépare notre prochain film, dont la sortie est prévue pour l’automne 2024. On tournera au début 2024", a confié Vincent Dubois.
Le récit, en cours d'écriture, "débutera et se terminera en France, et entre deux, il y aura une échappée et de l’action, parce que les Bodin’s n’auront pas été assez raisonnables", a précisé Jean-Christian Fraiscinet. 
Interrogé par le tandem a également indiqué que l'histoire abordera "la problématique des villages qui se meurent. Il y aura encore de l’exotisme, mais on y retrouvera aussi la ferme des Bodin’s. On peut dire qu’il sera question du Salon de l’Agriculture", ont-ils déclaré.
Frédéric Forestier, qui a signé la réalisation des Bodin's en Thaïlande, sera de retour derrière la caméra.